# Hydrosaurus pustulatus
El hidrosaurio crestado filipino (Hydrosaurus pustulatus) es una especie de lagarto de la familia Agamidae endémica de Filipinas.